# Pischtschane (Sumy)
Pischtschane (ukrainisch Піщане; russisch Песчаное Pestschanoje) ist ein Dorf in der ukrainischen Oblast Sumy mit etwa 1700 Einwohnern (2001).

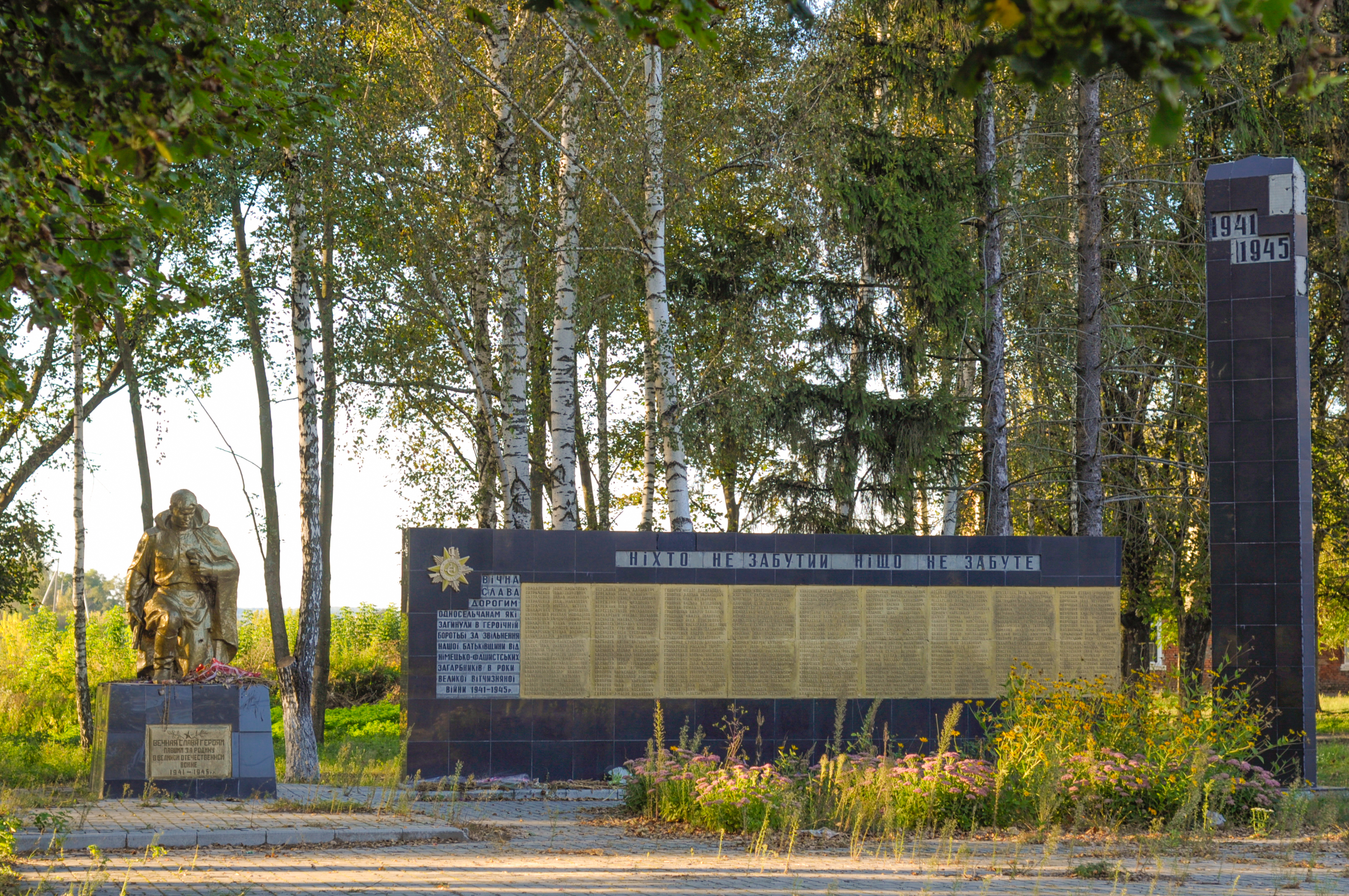
Denkmal für die im Großen Vaterländischen Krieg gefallenen Dorfbewohner

Das erstmals in der zweiten Hälfte des 17. Jahrhunderts schriftlich erwähnte Dorf liegt am rechten Ufer der Oleschnja (Олешня), einem etwa 40 km langen, rechten Nebenfluss des Psel, 10 km nördlich der City vom Gemeinde- und Oblastzentrum Sumy.
Westlich vom Dorf verläuft die Fernstraße N 07.
Am 24. April 2019 wurde das Dorf ein Teil der neugegründeten Stadtgemeinde Sumy, bis dahin bildete es zusammen mit den Dörfern Kyryjakiwschtschyna (Кирияківщина), Sahirske (Загірське), Schytejske (Житейське), Trochymenkowe (Трохименкове) und Werchnje Pischtschane (Верхнє Піщане) die gleichnamige Landratsgemeinde Pischtschane (Піщанська сільська рада/Pischtschanska silska rada) unter Oblastverwaltung im Zentrum des ihn umgebenden Rajons Sumy.
Am 17. Juli 2020 kam es im Zuge einer großen Rajonsreform zum Anschluss des Rajonsgebietes an den Rajon Sumy.